# RUNNERS HIGH
『RUNNERS HIGH』（ランナーズ・ハイ）はロックバンド、the pillowsの7枚目のアルバム。

## 概要
このアルバムはジャケットや歌詞カードなど、全面においてMAYA MAXXによるイラストが施されている。また、収録曲「インスタント ミュージック」のプロモーションビデオにはthe pillowsのメンバーは一切登場せず、ひたすらMAYA MAXXによるアニメで構成されている。
今作を最後に、オルタナティヴ・ロック色を強めるバンドの音楽性と自身のプレイが合わなくなってきた事を理由に、ベーシストの鹿島達也がサポート活動を離れた。

## 収録曲
作詞・作曲：山中さわお（全曲、#7はインスト曲）
1. Sad Sad Kiddie
ライブでは、一部歌詞が過激な表現に置き換えられている。
2. インスタント ミュージック
3. Juliet
4. White Ash
5. NO SELF CONTROL
6. Wake Up, Frenzy!
7. Paper Triangle
8. Bran-new lovesong
9. Midnight Down
10. Borderline Case
11. RUNNERS HIGH
12. 確かめに行こう

## 演奏
- 鹿島達也：Bass
- 金野由之 (the castanets)：Percussion